# 막파항강 와카스
《막파항강 와카스》(필리핀어: Magpahanggang Wakas)는 2016년 방영된 필리핀의 드라마이다.